# Лейбористская партия Суринама
Лейбористская партия Суринама (ЛПС) (Суринамская партия труда, нидерл. Surinaamse Partij van de Arbeid (SPA)) — политическая партия в Суринаме. Глава партии — Джуно Кастелен.

## История
Лейбористская партия Суринама была основана в 1 июля 1987 года группой общественных деятелей, в которую вошли Фред Дерби, Зигфрид Гилдс и Аллан Ли Фо Сйои. В отличие от существовавших в тот момент партий, которые были ориентированы по этническому признаку, ЛПС хотела объединить людей всех национальностей. В состав партии вошли рабочие, фермеры, женщины, молодежь и прогрессивная интеллигенция. Фред Дерби был избран главой партии. Как левоцентристская сила стала фактической преемницей Национальной республиканской партии Суринама. 
На выборах 1987 года победу одержал «Фронт за демократию и развитие», а Лейбористская партия Суринама не получила ни одного депутатского места в Национальной ассамблее. Правительство, образованное после этих выборов, было свергнуто военными в результате Телефонного переворота. На следующих  выборах, которые состоялись в 1991 году, Лейбористская партия Суринама вошла в коалицию «Новый фронт за демократию и развитие». Коалиции удалось получить 30 мест в парламенте, три из которых достались ЛПС. В правительстве Рональда Венетиана Лейбористская партия Суринама получила три министерских кресла. 
- Клиффорд Марика — министр труда, технологического развития и окружающей среды;
- Зигфрид Гилдс — министр юстиции и полиции;
- Гуно Кастелен — министр по вопросам транспорта, связи и туризма.

В 2001 году после смерти Фреда Дерби партию возглавил Зигфрид Гилдс.
На выборах 2005 года партия получила два места в Национальной ассамблее. Это позволило получить два министерских портфеля для членов партии:
- Клиффорд Марика — министр труда, технологического развития и окружающей среды;
- Зигфрид Гилдс — министр торговли и промышленности.

В мае 2009 года Зигфрид Гилдс был приговорен к году тюремного заключения за отмывание денег и попытку давления на свидетелей. Партию возглавил Джуно Кастелен, который на выборах 2010 года стал депутатом Национальной ассамблеи.